# Phytomyptera stackelbergi
Phytomyptera stackelbergi är en tvåvingeart som beskrevs av Louis-Paul Mesnil 1963. Phytomyptera stackelbergi ingår i släktet Phytomyptera och familjen parasitflugor. Inga underarter finns listade i Catalogue of Life.